# Tatort: Der Tod des Tänzers
Der Tod des Tänzers ist ein österreichischer Fernsehkrimi von Alfred Paul Schmidt aus dem Jahr 1986. Er entstand als 187a. Folge der Kriminalreihe Tatort. Er gehört zu den 13 Folgen, die vom ORF außerhalb der offiziellen Tatort-Reihe ohne die ARD produziert und in der Erstausstrahlung nur in Österreich gesendet wurden.

## Handlung
Der Tanzschulbesitzer Peinsack bekommt eines Abends in seiner Tanzschule Besuch von seinem Konkurrenten Mazuratti, der ihm vorwirft, seine Tanzkurse zu kopieren und dann preislich zu unterbieten. Beim Streit kommt es vor Zeugen auch zu einer körperlichen Auseinandersetzung der beiden, als Peinsack seinen Konkurrenten hinauswirft. Während der Tanzstunde beleidigt und demütigt Peinsack seine Schülerin Anna Berger. Am nächsten Morgen wird Peinsack in seinem Auto ermordet aufgefunden, er wurde mit einem gezielten Stich ins Herz getötet. Oberinspektor Pfeifer, der seinen auf Kur befindlichen Kollegen Hirth vertritt, wird von Dr. Putner mit den Ermittlungen betraut. Pfeifer und Inspektor Schulz suchen die Witwe auf, die von ihrem Mann getrennt und mit ihrem neuen Liebhaber, Ferdinand Morgenschab, zusammenlebt. Sie gibt an, mit Morgenschab, den sie heiraten will, den Tatabend über zu Hause gewesen zu sein. Von ihrem Mann habe sie sich bislang nicht scheiden lassen wollen, da man sich über die Vermögensfrage nicht habe einigen können. Als Morgenschab hinzukommt, kann er erst mit Frau Peinsacks Hilfe das gegenseitige Alibi bestätigen. In der Nacht erwischt Frau Peinsack die Haushälterin ihres Mannes, Frau Rebennig, beim Einbruch. Diese behauptet, dass der Ermordete ihr noch Haushaltsgeld schulde, doch das bereitwillig von Frau Peinsack angebotene Bargeld in der Summe nimmt sie nicht an. Frau Peinsack deponiert anschließend eine Schusswaffe im Safe ihres Mannes.
Pfeifer erfährt unterdessen, dass der Eigentümer des Hauses, in dem Peinsacks Tanzschule untergebracht ist, Egon Absenger, das Haus abreißen lassen und dort ein Luxushotel errichten will, er wollte Peinsacks Tanzschule unter allen Umständen loswerden. Zudem erfahren Pfeifer und seine Assistenten Schulz und Hollocher von der Fehde mit Mazuratti. Pfeifer sucht diesen auf, als gerade der Gerichtsvollzieher bei ihm ist, doch Mazurattis Frau gibt ihrem Gatten ein Alibi. Pfeifer und Schulz suchen Egon Absenger auf, dieser reagiert arrogant und selbstsicher auf die Beamten, seine Mutter, mit der er zusammenwohnt, gibt ihm ein Alibi. Von Frau Rebennig erfährt Pfeifer später, dass das Alibi von Frau Peinsack und ihrem Lebensgefährten nicht stimmt, er gibt an, dass sie am Tatabend in einem Pornokino gewesen seien, er habe gelogen, weil ihm dieser Umstand peinlich gewesen sei. Der Betreiber des Kinos kann sich an Morgenschab, nicht aber an Frau Peinsack erinnern, Pfeifer gibt Frau Peinsack gegenüber zu erkennen, dass er von ihrer Begegnung mit der Haushälterin am Vorabend weiß. Hollocher und Schulz befragen die Tanzschülerin Anna Berger, wo sie am Tatabend war, sie gibt an, zu Hause gewesen zu sein, ihr Freund Conny Haberl gibt ihr ein Alibi, die Beleidigungen durch Peinsack spielt sie herunter. Als Nächstes versucht Pfeifer, durch einen Bluff Frau Peinsack zu einem Geständnis zu bringen, doch scheitert er. Als er sie dennoch festnehmen will, präsentiert sie ihr Alibi, ein verheirateter Nationalratsabgeordneter hat den Tatabend mit ihr zusammen verbracht, Pfeifer steht wieder am Anfang seiner Ermittlungen.
Kurz darauf findet Frau Absenger ihren Sohn Egon tot auf, er wurde erschlagen, gegenüber Pfeifer und Schulz sagt Frau Absenger aus, dass ihr Sohn eine Waffe besaß, weil er sich verfolgt fühlte, am Tatabend hätte ein junger Mann ihren Sohn aufgesucht. Ein Rauchquarz, der auf dem Schreibtisch von Absenger stand und vermutlich die Tatwaffe war, ist verschwunden. Kurz darauf erfahren die Beamten, dass Mazuratti spurlos verschwunden ist, seine Frau hat zudem das Alibi für den Mord an Peinsack widerrufen, Mazuratti wird zur Fahndung ausgeschrieben. Das mithilfe von Frau Absenger erstellte Phantombild des jungen Mannes kann Hollocher unterdessen Conny Haberl zuordnen. Von einer Gruppe von Sandlern, die Absenger in der Tanzschule Peinsack einquartiert hat, um seinen Mieter hinauszuekeln, erfahren die Beamten, dass Conny Haberl schon längere Zeit für Absenger arbeite. Haberl selbst bestreitet dies allerdings später in einer Befragung und gibt an, lediglich zweimal kleinere Arbeiten für diesen ausgeführt zu haben. Am Tatabend habe er Absenger wieder um Arbeit bitten wollen, diesen jedoch nicht angetroffen. Kurz darauf stellt sich mit Mazuratti der Hauptverdächtige des ersten Mordes, dieser gesteht bereitwillig und übergibt auch mit dem Messer die angebliche Tatwaffe, Pfeifer bleibt jedoch skeptisch. Hans Trummer, ein Freund von Conny, entdeckt bei einem Besuch bei diesem den Rauchquarz in Annas und Connys Kühlschrank und entwendet diesen. Als Trummer kurz darauf versucht, den Stein bei einem Schmuckhändler zu versetzen, erkennt eine Angestellte durch einen Zeitungsartikel den Rauchquarz als mögliche Tatwaffe des Mordes an Absenger und verständigt die Polizei. Trummer beteuert seine Unschuld und erzählt den Beamten, dass er den Stein von Conny Haberl gestohlen hat. Da auch Schulz bei einem Besuch den Stein in dessen Kühlschrank gesehen hat und es sich eindeutig um den Stein von Absenger handelt, wird Haberl festgenommen.
Während Pfeifer an der Täterschaft Haberls zweifelt, stellt sich Mazurattis Geständnis als unglaubhaft heraus, er widerruft kurz darauf sein Geständnis und behauptet, gestanden zu haben, um durch die U-Haft erst einmal Ruhe vor seinen Gläubigern zu haben. Pfeifer ahnt, dass Mazuratti ihm nicht die volle Wahrheit sagt und behält ihn in Haft, auch, als sich kurz darauf herausstellt, dass dessen Messer als Tatwaffe ausscheidet. Auch im zweiten Mordfall erweist sich die vermeintliche Tatwaffe, der Rauchquarz, als falsch. Als Pfeifer noch einmal Haberl in die Mangel nimmt und ihm klarmacht, dass er ihm helfen werde, wenn er die Wahrheit sage, erklärt Haberl schließlich, dass er am Nachmittag bei Absenger gewesen sei, weil dieser Renovierungsaufträge für ihn hatte. Da Absenger kein Bargeld im Haus hatte, gab er Haberl den Rauchquarz als Anzahlung. Als Haberl damit nach Hause kam, wurde seine Freundin Anna ungehalten und verabredete sich mit Absenger. Als er abends Absenger im Büro aufsuchte, weil seine Freundin nicht zurückgekehrt war, ertappte er Absenger beim Versuch, Anna zu vergewaltigen. Absenger hätte zu seiner Waffe gegriffen und versucht, Haberl zu erschießen, doch dieser habe einen Briefbeschwerer genommen und Absenger erschlagen. Als Pfeifer und Schulz Anna bei der Arbeit aufsuchen, um sie mit der Aussage ihres Freundes zu konfrontieren, flieht diese und versucht, sich zu erhängen, die Beamten können dies im letzten Moment verhindern. Beim Lokaltermin am Tatort stellt sich aufgrund der Spuren alsbald heraus, dass nicht Haberl, sondern Anna Absenger getötet haben muss, was diese stillschweigend gesteht.
Pfeifer sinniert über den ersten Mord, Absenger war angeblich den Tatabend über mit seiner Mutter im Büro und hat die Steuererklärung gemacht. Eine Überprüfung beim Finanzamt ergibt, dass dies nicht stimmen kann, schließlich gesteht Frau Absenger, dass sie gelogen hatte und ihr Sohn am Tatabend noch einmal mit Peinsack reden wollte, um das Luxushotel doch noch errichten zu können. Dieses Gespräch war eskaliert, so dass Absenger Peinsack tötete.

## Produktion
Der Tod des Tänzers war der erste Tatort-Fall um Oberinspektor Pfeifer, allerdings waren nur drei der insgesamt acht Folgen offizielle Tatort-Folgen der ARD-Reihe. Die übrigen wie auch diese Produktion waren alleinige des ORF, diese in Ko-Produktion mit dem Bayerischen Rundfunk. Diese eigenen ORF-Produktionen wurden auch nur in Österreich gezeigt. Die Folge Der Tod des Tänzers wurde zwei Wochen nach der Erstausstrahlung am 1. Januar 1987 erst- und einmalig vom Bayerischen Rundfunk in Deutschland ausgestrahlt.